# Карлблом, Вильгельм Густав Иоганн
Вильгельм Густав Иоганн Карлблом (нем. Wilhelm Gustav Johannes Carlblom; 1820—1875) — пастор в Москве и Бессарабии; генерал-суперинтендент евангелически-лютеранской консистории в Москве; доктор теологии.

## Биография
Родился в Эстляндской губернии (в Ярва-Мадис, на территории нынешней волости Ярва в Эстонии) 10 (22) декабря 1820 года. Сын пастора Нуке Петера Карлблома (Peter Carlblom) и Марии Литандер (Maria Lithander). Карлбломы происходили из Швеции. Первым официально установленным предком был Йонас Карлблом (Jonas Carlblom, 1725—1785), учившийся в университете Або (1746—1749) и в 1752 году появившийся в Эстонии. Обосновался в епархии Нуке (в Ноароотси), где служил проповедником с 1755 по 1774 годы. Его сын и последующие потомки продолжали семейную традицию — пасторы рода Карлблом служили здесь до 1861 года.
После переезда семьи в Кронштадт он учился в Петришуле, где родственник смог обеспечить ему бесплатное содержание. В 1838—1843 годах изучал теологию в Дерптском университете у профессора Андреаса Каспара Фридриха Буша. окончил университет с золотой медалью и званием кандидата теологии. Давал уроки в различных имениях Дерптского уезда и 12 января 1847 года был ординирован в сан пастора в лютеранском соборе Св. Архангела Михаила в Санкт-Петербурге, и 30 марта заступил в новую должность в епархии Арциз, основанную немецкими переселенцами в 1820 году (район Аккерман в Бессарабии).
Спустя два года, 13 мая 1849 года, он сочетался браком с дочерью профессора Буша, Луизой (1827—1905).
В 1852 году был переведён из Бессарабии на службу в Коддафер Дерптского уезда. Здесь, на регулярно проводимых церковных собраниях-синодах он излагал свои соображения, такие как «О понятии церкви, в особенности обхождении с ним на уроке» (1854), о проблемах развода (1858), писал статьи о практических вопросах, встречавшихся в повседневной жизни общины. В 1860 году он был назначен на очередные три года главным консисториальным советником, после чего рекомендован кандидатом на освободившееся в Москве место генерал-суперинтендента. В следующем году, 16 февраля, в кафедральном соборе святых Петра и Павла состоялось торжественное возведение его в сан. Карлблом принял на себя самый обширный консисториальный округ лютеранской церкви в России.
Московский консисториальный округ включал в себя 52 епархии (где было около 41 млн. человек), в том числе и сектантство в немецких колониях, простираясь как до Сибири и части Кавказа, так и до немецких колоний на Волге. Московский Генерал-суперинтендент должен был объезжать весь этот огромный округ, посещая большие общины, улаживая конфликты, проводя важные официальные мероприятия и следя за церковным порядком.
На 25-летии его должностного юбилея, 12 января 1872 года, он получил «много доказательств признания, глубокого уважения, любви начальства, общин, различных союзов, пасторов и друзей», а «от Богословского факультета Дерптского университета ему был вручён диплом доктора богословия (теологии)». Спустя три года, 22 сентября (4 октября) 1875 года он скончался от рака печени и был похоронен при кладбище церкви Святого Михаила, к общине которой он принадлежал.

## Награды
- Золотой наперсный крест (1863);
- Орден Святой Анны 3-й ст. (1866);
- Орден Святой Анны 2-й ст. с императорской короной (1869);
- Орден Святого Владимира 3-й ст. (1872);
- Орден Святого Станислава 1-й ст. (1875).